# Плюты
Плюты (укр. Плюти) — село, входит в Обуховский район Киевской области Украины.
Население по переписи 2001 года составляло 75 человек. Почтовый индекс — 08700. Телефонный код — 4572. Занимает площадь 0,058 км².

## Персоналии
- В селе похоронен известный украинский и советский писатель Ростислав Феодосьевич Самбу́к (1923—1996).

## Местный совет
08720, Київська обл., Обухівський р-н, м. Українка, пл. Т. Шевченка, 1

## Гидрогеологические особенности
Из всех доступных в данной локации водоносных горизонтов единственным на 100 % защищённым от поверхностных загрязнений является водоносный горизонт Юрских отложений. Скважины, пробурённые на него, имеют глубины порядка 170—190 м.